# Atlanta Braves
Gli Atlanta Braves sono una delle squadre professionistiche di baseball della Major League Baseball (MLB). La franchigia ha sede ad Atlanta, Georgia. È membro della East division della National League (NL) e disputa le sue gare interne al Truist Park dal 2017.

## Storia
Il nome "Braves", utilizzato per la prima volta nel 1912, deriva da un termine che si riferisce a un guerriero dei nativi americani. Sono soprannominati anche "the Bravos" e spesso ci si riferisce a loro come "America's Team" in riferimento al fatto che le partite della squadra sono state trasmesse in televisione su scala nazionale da TBS dagli anni settanta al 2007, dando alla squadra uno zoccolo duro di tifosi in tutti gli Stati Uniti.
Dal 1991 al 2005 i Braves sono stati una delle franchigie più vincenti del baseball, vincendo 14 titoli di division consecutivi in quel periodo, un fatto mai avvenuto prima (tranne nella stagione accorciata per sciopero del 1994 in cui non vi furono classifiche di division ufficiali). I Braves vinsero la NL West nel periodo 1991-93 e la NL East dal 1995 al 2005, dopo di che fecero ritorno ai playoff come wild card nel 2010. I Braves hanno raggiunto le World Series per cinque volte negli anni novanta, vincendo il titolo nel 1995. Dal loro debutto nella National League nel 1876, la squadra ha conquistato 16 titoli di division, 17 titoli della National League e 3 World Series, nel 1914 come Boston Braves, nel 1957 come Milwaukee Braves e nel 1995 ad Atlanta. I Braves sono l'unico club della Major League Baseball ad avere vinto le World Series in tre differenti città.
La franchigia è uno dei due rimanenti membri fondatori della National League (gli altri sono i Chicago Cubs) ed è stata fondata a Boston, Massachusetts, nel 1871 come Boston Red Stockings (da non confondere con Boston Red Sox della American League). Sono considerati "la più vecchia franchigia sportiva professionistica senza interruzioni del Nord America." Vi è una discussione su quale sia in realtà la più antica poiché, anche se i Cubs sono una stagione "più vecchi" (nacquero come Chicago White Stockings nel 1870), gli White Stockings non ebbe una squadra per due stagioni a causa del Grande incendio di Chicago; per tale motivo, i Braves hanno giocato più stagioni consecutivamente.
Dopo vari cambiamenti del nome, la squadra alla fine iniziò ad operare come Boston Braves, cosa che durò fino alla metà del ventesimo secolo. Nel 1953, la squadra fu trasferita a Milwaukee, Wisconsin, divenendo Milwaukee Braves, prima dell'ultimo trasferimento ad Atlanta nel 1966. Durante la permanenza ad Atlanta, Hank Aaron superò il record di fuoricampo in carriera di Babe Ruth nel 1974.

## Giocatori importanti

### Membri della Baseball Hall of Fame
| Come Boston Braves |      |                  |      |
| Giocatore          | Anno | Giocatore        | Anno |
| Earl Averill       | 1975 | Joe Medwick      | 1968 |
| Dave Bancroft      | 1971 | Kid Nichols      | 1949 |
| Dan Brouthers      | 1945 | Jim O'Rourke     | 1945 |
| John Clarkson      | 1963 | Charley Radbourn | 1939 |
| Jimmy Collins      | 1945 | Babe Ruth        | 1936 |
| Hugh Duffy         | 1945 | Frank Selee      | 1999 |
| Johnny Evers       | 1946 | Al Simmons       | 1953 |
| Burleigh Grimes    | 1964 | George Sisler    | 1939 |
| Billy Hamilton     | 1961 | Casey Stengel    | 1966 |
| Billy Herman       | 1975 | Ed Walsh         | 1946 |
| Rogers Hornsby     | 1942 | Lloyd Waner      | 1967 |
| Joe Kelley         | 1971 | Paul Waner       | 1952 |
| King Kelly         | 1945 | Deacon White     | 2013 |
| Ernie Lombardi     | 1986 | Vic Willis       | 1995 |
| Rabbit Maranville  | 1954 | George Wright    | 1937 |
| Rube Marquard      | 1971 | Harry Wright     | 1953 |
| Tommy McCarthy     | 1946 | Cy Young         | 1937 |
| Bill McKechnie     | 1962 |                  |      |

| Come Milwaukee Braves |      |                |      |
| Giocatore             | Anno | Giocatore      | Anno |
| Eddie Mathews         | 1978 | Enos Slaughter | 1985 |
| Red Schoendienst      | 1989 | Warren Spahn   | 1973 |

| Come Atlanta Braves    |      |                             |      |
| Giocatore              | Anno | Giocatore                   | Anno |
| Hank Aaron             | 1982 | Gaylord Perry               | 1991 |
| Orlando Cepeda         | 1999 | John Schuerholz (dirigente) | 2017 |
| Bobby Cox (allenatore) | 2014 | John Smoltz                 | 2015 |
| Tom Glavine            | 2014 | Bruce Sutter                | 2006 |
| Chipper Jones          | 2018 | Joe Torre                   | 2014 |
| Greg Maddux            | 2014 | Hoyt Wilhelm                | 1985 |
| Phil Niekro            | 1997 |                             |      |

Nota
I giocatori in grassetto sono riprodotti nella Hall of Fame con l'uniforme dei Braves

### Numeri ritirati
| Dale Murphy OF Ritirato il 13 giugno 1994 | Bobby Cox M Ritirato il 12 agosto 2011 | Chipper Jones 3B Ritirato il 28 giugno 2013 | Warren Spahn P Ritirato il 11 dicembre 1965 | Andruw Jones OF Ritirato il 9 settembre 2023 | John Smoltz P Ritirato l'8 giugno 2012 | Greg Maddux P Ritirato il 17 giugno 2009 | Phil Niekro P Ritirato il 6 agosto 1984 | Eddie Mathews 3B Ritirato il 26 luglio 1969 | Hank Aaron OF Ritirato il 15 aprile 1977 | Tom Glavine P Ritirato il 6 agosto 2010 | Jackie Robinson - Ritirato da tutta la MLB |

## Titoli delle World Series
Nelle loro 138 stagioni, i Braves hanno vinto quattro volte il titolo della World Series.
| Anno                              | Manager                           | Avversario                        | Punteggio                         | Record |
| --------------------------------- | --------------------------------- | --------------------------------- | --------------------------------- | ------ |
| 1914                              | George Stallings                  | Philadelphia Athletics            | 4–0                               | 94–59  |
| 1957                              | Fred Haney                        | New York Yankees                  | 4–3                               | 95–59  |
| 1995                              | Bobby Cox                         | Cleveland Indians                 | 4–2                               | 90–54  |
| 2021                              | Alex Anthopoulos                  | Houston Astros                    | 4–2                               |        |
| Totale titoli della World Series: | Totale titoli della World Series: | Totale titoli della World Series: | Totale titoli della World Series: | 4      |

## Affiliate nella Minor League
| Livello | Team                 | League                  | Città                             |
| ------- | -------------------- | ----------------------- | --------------------------------- |
| AAA     | Gwinnett Stripers    | Triple-A East           | Lawrenceville, Georgia            |
| AA      | Mississippi Braves   | Double-A South          | Pearl, Mississippi                |
| A+      | Rome Braves          | High-A East             | Rome, Georgia                     |
| A-      | Augusta GreenJackets | Low-A East              | North Augusta, Georgia            |
| Rookie  | FCL Braves           | Florida Complex League  | North Port, Florida               |
| Rookie  | DSL Braves           | Dominican Summer League | Boca Chica, Repubblica Dominicana |

## Media spettatori

### Turner Field
|                                    | \| Spettatori in casa al Turner Field[4] \| \| \| \| \| \| \| Anno \| Totale spettatori \| Media a partita \| % di riempimento dello stadio \| Classifica Major League per # \| Classifica Major League per % \| \| 1997 \| 3.464.488 \| 42.771 \| \| \| \| \| 1998 \| 3.360.860 \| 41.492 \| \| \| \| \| 1999 \| 3.284.897 \| 40.554 \| \| \| \| \| 2000 \| 3.234.304 \| 39.930 \| \| \| \| \| 2001 \| 2.823.530 \| 34.858 \| 69.6% \| 12^ \| 15^ \| \| 2002 \| 2.603.484 \| 32.142 \| 64.2% \| 13^ \| 14^ \| \| 2003 \| 2.401.084 \| 30.393 \| 60.7% \| 10^ \| 14^ \| \| 2004 \| 2.327.565 \| 29.399 \| 58.7% \| 16^ \| 21^ \| \| 2005 \| 2.521.167 \| 31.126 \| 62.9% \| 16^ \| 19^ \| \| 2006 \| 2.550.524 \| 31.488 \| 63.6% \| 14^ \| 16^ \| \| 2007 \| 2.745.207 \| 33.891 \| 67.7% \| 14^ \| 16^ \| \| 2008 \| 2.532.834 \| 31.270 \| 62.4% \| 14^ \| 19^ \| \| 2009 \| 2.373.631 \| 29.304 \| 58.5% \| 15^ \| 17^ \| \| 2010 \| 2.510.119 \| 30.989 \| 61.9% \| 13^ \| 17^ \| \| 2011 \| 2.372.940 \| 30.037 \| 60.4% \| 15^ \| 20^ \| \| 2012 \| 2.420.171 \| 29.879 \| 60.1% \| 15^ \| 21^ \| \| 2013 \| 2.548.679 \| 31.465 \| 63.3% \| 13^ \| 21^ \| \| 2014 \| 2.354.305 \| 29.065 \| 58.4% \| 18^ \| 23^ \| \| 2015 \| 2.001.392 \| 25.017 \| 50.3% \| 24^ \| 28^ \| \| 2016 \| 2.020.914 \| 24.949 \| 50.3% \| 22^ \| 28^ \| |                 |                               |                               |                               |
| Spettatori in casa al Turner Field | |                 |                               |                               |                               |
| Anno                               | Totale spettatori | Media a partita | % di riempimento dello stadio | Classifica Major League per # | Classifica Major League per % |
| 1997                               | 3.464.488 | 42.771          |                               |                               |                               |
| 1998                               | 3.360.860 | 41.492          |                               |                               |                               |
| 1999                               | 3.284.897 | 40.554          |                               |                               |                               |
| 2000                               | 3.234.304 | 39.930          |                               |                               |                               |
| 2001                               | 2.823.530 | 34.858          | 69.6%                         | 12^                           | 15^                           |
| 2002                               | 2.603.484 | 32.142          | 64.2%                         | 13^                           | 14^                           |
| 2003                               | 2.401.084 | 30.393          | 60.7%                         | 10^                           | 14^                           |
| 2004                               | 2.327.565 | 29.399          | 58.7%                         | 16^                           | 21^                           |
| 2005                               | 2.521.167 | 31.126          | 62.9%                         | 16^                           | 19^                           |
| 2006                               | 2.550.524 | 31.488          | 63.6%                         | 14^                           | 16^                           |
| 2007                               | 2.745.207 | 33.891          | 67.7%                         | 14^                           | 16^                           |
| 2008                               | 2.532.834 | 31.270          | 62.4%                         | 14^                           | 19^                           |
| 2009                               | 2.373.631 | 29.304          | 58.5%                         | 15^                           | 17^                           |
| 2010                               | 2.510.119 | 30.989          | 61.9%                         | 13^                           | 17^                           |
| 2011                               | 2.372.940 | 30.037          | 60.4%                         | 15^                           | 20^                           |
| 2012                               | 2.420.171 | 29.879          | 60.1%                         | 15^                           | 21^                           |
| 2013                               | 2.548.679 | 31.465          | 63.3%                         | 13^                           | 21^                           |
| 2014                               | 2.354.305 | 29.065          | 58.4%                         | 18^                           | 23^                           |
| 2015                               | 2.001.392 | 25.017          | 50.3%                         | 24^                           | 28^                           |
| 2016                               | 2.020.914 | 24.949          | 50.3%                         | 22^                           | 28^                           |

### Sun Trust Park
|                                      | \| Spettatori in casa al Sun Trust Park \| \| \| \| \| \| \| Anno \| Totale spettatori \| Media a partita \| % di riempimento dello stadio \| Classifica Major League per # \| Classifica Major League per % \| \| 2017 \| 2.505.252 \| 30.929 \| 75.3% \| 13^ \| 10^ \| |                 |                               |                               |                               |
| Spettatori in casa al Sun Trust Park | |                 |                               |                               |                               |
| Anno                                 | Totale spettatori | Media a partita | % di riempimento dello stadio | Classifica Major League per # | Classifica Major League per % |
| 2017                                 | 2.505.252 | 30.929          | 75.3%                         | 13^                           | 10^                           |